# Blanca Garcés de Pamplona
Blanca Garcés de Pamplona (Laguardia, 1137-12 de agosto de 1156). Reina consorte de Castilla por su matrimonio con Sancho III de Castilla, rey de Castilla, era hija del rey García Ramírez de Pamplona y de Margarita de l'Aigle.
Aunque nunca fue reina efectiva de Castilla, pues falleció antes de que su esposo Sancho III ocupase el trono, recibió el tratamiento de reina por su matrimonio con el infante heredero Sancho, a quien le fue concedido, al igual que a su hermano menor el infante Fernando, el título de rey en vida de su padre ya que este utilizaba el título superior de Alfonso VII el Emperador, rey de León.

## Ascendientes
Fue hija de García Ramírez de Pamplona, rey de Navarra, y de Margarita de l'Aigle. Por parte materna eran sus abuelos Gilberto de l'Aigle y su esposa Juliana de Mortagne, mientras que por parte paterna eran sus abuelos Ramiro Sánchez de Pamplona, señor de Monzón, y su esposa Cristina Rodríguez, hija de Rodrigo Díaz de Vivar, el Cid Campeador.

## Biografía
Se desposó en 1141, y posteriormente contrajo matrimonio el día 30 de enero de 1151 en Laguardia según cuenta la tradición, con el infante Sancho de Castilla, hijo de Alfonso VII, rey de Castilla y de León. Su matrimonio contribuyó a sellar la paz entre los reinos de Castilla y de Navarra.
La infanta Blanca Garcés falleció de parto el 12 de agosto de 1156, dejando un único hijo superviviente, el infante Alfonso, que reinaría en Castilla a la muerte de su padre como Alfonso VIII de Castilla.

## Sepultura

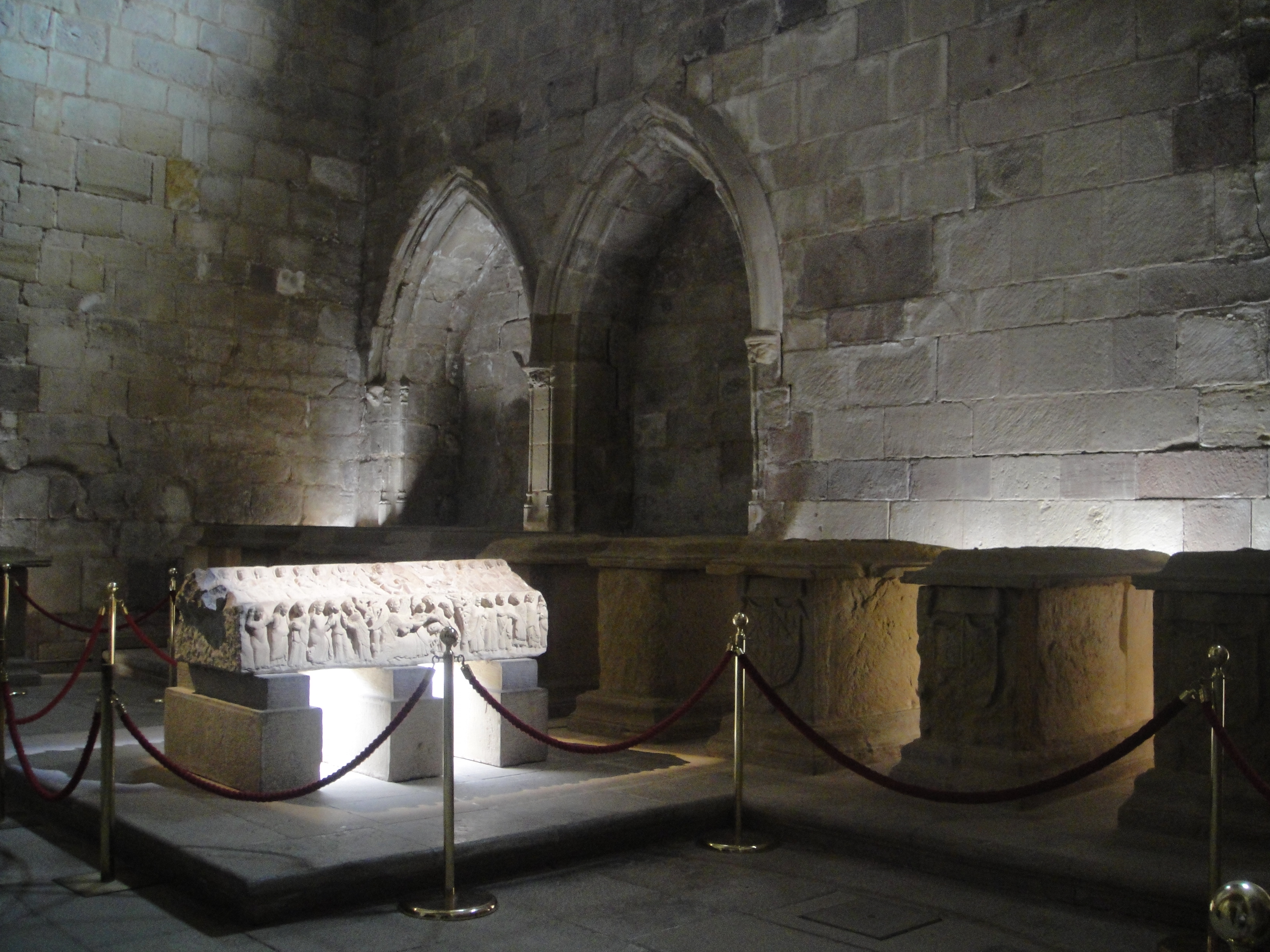
Sepulcro de Blanca Garcés.
Monasterio de Nájera

Después de su defunción, el cadáver de la reina Blanca Garcés de Pamplona recibió sepultura en el Monasterio de Santa María la Real de Nájera, en la cueva o capilla adyacente al Panteón Real, aunque su sepulcro se encuentra en la actualidad en la Capilla antigua de la Cruz, al lado sur de la nave de la Epístola.
En el sepulcro de la reina, realizado en arenisca y que se asemeja a una tapa de sepulcro a dos vertientes, fue esculpido un bajorrelieve que representaba a la reina tendida sobre su lecho fúnebre, y acompañada por dos ángeles que llevaban su alma al Cielo, apareciendo debajo la inscripción "REGINA DONNA BLANCA". En el lado derecho del sepulcro aparece representado Sancho III el Deseado, con corona, túnica y aspecto triste, y consolado por varios cortesanos, apareciendo a la derecha de la escena seis plañideras, mientras que en el lado izquierdo aparecen representadas dos grupos de mujeres. En la cubierta del sepulcro fue esculpido el Pantocrátor y el apostolado, siendo representados seis apóstoles a un lado de Cristo sedente, y otros seis en el opuesto, y en el sepulcro fue esculpido el siguiente epitafio, del que apenas quedan restos visibles en la actualidad:

NOBILIS HIC REGINA JACET, QUAE BLANCA VOCARI. PROMERUIT PULCHERRIMA SPECIE, CANDIDIOR NIVE, CANDORIS PRAETIUM FESTINANS, GRATIA MORUM, FOEMINEI. SEXUS HANC DABBAT ESSE DECUS IMPERATORIS NATUS REX SANCIUS ILLI, VIR FUIT, ET TANTO LAUS ERAT IPSA VIRO. PARTU PRESSA RUIT, ET PIGNUS NOBILE FUDIT, VENTRIS VIRGINEI FILIUS ASSIT EI. ERA MILLENA CENTENA NONAGESIMA QUARTA. REGINAM CONSTAT OBIISE PIAM.

En el Monasterio de Santa María la Real de Nájera existe otro mausoleo de la reina Blanca Garcés de Pamplona, que se encuentra situado en el Panteón Real, bajo el coro, y siendo el segundo desde la izquierda, consistiendo en una urna rectangular de arenisca cubierta con tapa que ha perdido su policromía, sobre la que se encuentra colocada la figura yacente de la reina, cuya cabeza aparece descansando sobre dos almohadones, y a los pies y situado entre ángeles, se encuentra colocado un epitafio en el que aparece la siguiente inscripción: «LA REINA DOÑA BLANCA DE CASTILLA, MUJER DE DON SANCHO DESEADO DE CASTILLA».

## Matrimonio y descendencia
Se casó el 30 de enero de 1151 en Calahorra. Fruto de su matrimonio con Sancho III de Castilla, hijo de Alfonso VII, nacieron tres hijos:
- Hijo (1153/54-1153/55). Szabolcs de Vajay se refiere a una donación del rey Alfonso VIII al Monasterio de San Pedro de Soria, donde sepultura regum fratrum meorum...adornari cognosco, indicando que el rey tenía más de un hermano. Si esto es correcto, la cronología dicta que debe haber nacido antes que el rey Alfonso VIII.
- Alfonso VIII de Castilla (1155-1214).[5] Heredó el trono de Castilla a la muerte de su padre.
- Infante García de Castilla (1156-1156). Fue sepultado en el Monasterio de San Pedro de Soria.

No obstante, otras fuentes señalan que Sancho III el Deseado solo tuvo un hijo, el infante Alfonso, que le sucedería en el trono, y tras cuyo nacimiento falleció su madre, la reina Blanca Garcés de Pamplona.
| Predecesor: Alberta de Inglaterra | Reina consorte de Castilla 1151 - 1156 | Sucesor: Leonor Plantagenet |